# بوزين (فوكوكا)
مدينة بوزين (بالإنجليزية: Buzen)‏ هي أحد المدن التابعة لمحافظة فوكوكا. تأسست رسميًا في 10/04/1955. ويقدر عدد سكانها بـ 27578 نسمة حسب تقدير مكتب الإحصاء الياباني لعام 2012. تبلغ مساحة بوزين 111.17 كم2. بكثافة سكانية تبلغ 248 نسمة/كم2.